# Cornelia Melis
Cornelia Melis, född 23 februari 1960, är en arubansk friidrottare. Hon deltog vid olympiska sommarspelen 1988 och olympiska sommarspelen 1992.